# Brown Sugar (노래)
〈Brown Sugar〉는 롤링 스톤스의 곡이다. 음반 《Sticky Fingers》(1971년)의 오프닝 트랙이자 리드 싱글이다. 《롤링 스톤》은 이 곡을 역사상 가장 위대한 노래 500곡 중 495곡과 역사상 가장 위대한 기타 노래 100곡 중 5위에 선정했다.

## 탑 오브 더 팝스
이들은 이 노래를 홍보하기 위해 1971년 3월 말 경에 녹화되어 4월 15일과 5월 6일에 공개되는 공연과 함께 《탑 오브 더 팝스》에서 공연했다. 그들은 또한 1971년 쇼의 일부였던 음반 슬롯에서 공연했고 1971년 4월 22일에 상영된 〈Wild Horses〉와 〈Bitch〉를 공연했다. 당시 BBC의 연습으로 인해 공연은 지워졌고 남은 것은 〈Brown Sugar〉뿐이다.

## 인증
| 국가                                                            | 인증 | 판매량/출하량 |
| --------------------------------------------------------------- | ---- | ------------- |
| 영국 (BPI) Physical                                             | 실버 | 250,000^      |
| 영국 (BPI) Digital                                              | 골드 | 400,000       |
| ^출하량을 기반으로 한 인증 · 판매량+스트리밍을 기반으로 한 인증 |      |               |